# Hoàn công
Hoàn công hay hoàn công xây dựng hay hoàn thành công trình là một thủ tục hành chính trong hoạt động xây dựng công trình nhà cửa nhằm xác nhận sự kiện các bên đầu tư, thi công đã hoàn thành công trình xây dựng sau khi được cấp giấy phép xây dựng và đã thực hiện xong việc thi công có nghiệm thu hoàn thành công trình xây dựng. Hoàn công có ý nghĩa là điều kiện để được cấp đổi lại sổ hồng trong đó thể hiện những thay đổi về hiện trạng nhà đất sau khi thi công.

## Thực hiện

### Thời điểm hoàn công
Khi công trình hoàn thành, nhà thầu thi công xây dựng công trình có trách nhiệm hoàn thiện thi công, thu dọn hiện trường, lập bản vẽ hoàn công và chuẩn bị các tài liệu để phục vụ việc nghiệm thu toàn phần công trình. Thể hiện trong biên bản nghiệm thu công trình gồm có phần kiến trúc (tổng diện tích sàn xây dựng thực tế, các tầng, bao lơn...).
Đây là thủ tục được thực hiện trước khi sử dụng và đăng ký quyền sở hữu công trình, theo đó chủ đầu tư, nhà thầu xây dựng và tư vấn thiết kế phải tổ chức nghiệm thu và lập biên bản nghiệm thu hoàn thành công trình xây dựng (theo mẫu in sẵn). Phần việc này trước đây do cơ quan nhà nước đứng ra tổ chức thực hiện. Trường hợp khi xây dựng mà không bắt buộc phải có giấy phép xây dựng thì không cần phải thực hiện thủ tục hoàn công.

### Trình tự, thủ tục
Ở Việt Nam, theo quy định của Luật xây dựng quy định về nghiệm thu, bàn giao xây dựng công trình thì phải nghiệm thu từng công việc, từng bộ phận, từng giai đoạn, từng hạng mục công trình, nghiệm thu đưa công trình vào sử dụng. Riêng các bộ phận bị che khuất của công trình phải được nghiệm thu và vẽ bản vẽ hoàn công trước khi tiến hành các công việc tiếp theo.
Nhà thầu thi công xây dựng công trình có trách nhiệm hoàn thiện thi công xây dựng, thu dọn hiện trường, lập bản vẽ hoàn công và chuẩn bị các tài liệu để phục vụ việc nghiệm thu công trình và bàn giao công trình. Các hạng mục công trình xây dựng hoàn thành và công trình xây dựng hoàn thành chỉ được phép đưa vào sử dụng sau khi được chủ đầu tư nghiệm thu.
Chủ đầu tư xây dựng công trình có trách nhiệm tổ chức nghiệm thu, tiếp nhận công trình xây dựng. Người tham gia nghiệm thu, bàn giao công trình phải chịu trách nhiệm cá nhân về sản phẩm do mình xác nhận trong quá trình thi công xây dựng công trình và bàn giao công trình xây dựng.
Thành phần trực tiếp nghiệm thu, gồm: 
- Chủ đầu tư
- Nhà thầu thi công xây dựng công trình
- Đơn vị Tư vấn giám sát thi công xây dựng công trình
- Nhà thầu thiết kế xây dựng công trình tham gia nghiệm thu theo yêu cầu của chủ đầu tư xây dựng công trình.

### Hồ sơ hoàn công
Hồ sơ xin xác nhận công trình hoàn công (thủ tục hoàn công) gồm các thành phần
- Giấy báo kiểm tra công trình hoàn thành theo mẫu quy định
- Giấy phép xây dựng nhà ở, kèm theo bản vẽ thiết kế xây dựng nhà.
- Bản vẽ hiện trạng hoàn công.
- Bản hợp đồng thi công với đơn vị có giấy phép hành nghề kèm một bản sao giấy phép hành nghề của đơn vị thi công. Hoặc biên lai thu thuế xây dựng.

Riêng tại một số quận huyện ở Thành phố Hồ Chí Minh còn yêu cầu người dân khi làm thủ tục hoàn công phải nộp thêm các giấy tờ sau:
- Bản vẽ hoàn công nhà ở
- Biên bản kiểm tra định vị móng
- Hợp đồng xây dựng
- Hóa đơn xây dựng.

Nơi nộp hồ sơ tại Sở Xây dựng đối với những công trình xây dựng cấp đặc biệt, cấp 1, công trình tôn giáo, di tích lịch sử, miếu đình, tượng đài, quảng cáo, tranh hoành tráng, công trình trên các tuyến, trục đường chính
Đối với nhà ở riêng lẻ của người dân và các công trình xây dựng khác thuộc địa giới hành chính quận, huyện thì nộp hồ sơ tại Ủy ban nhân dân quận, huyện. Đối vơi nhà ở riêng lẻ ở điểm khu dân cư nông thôn đã có quy hoạch xây dựng thuộc địa giới hành chính xã thì nộp tại Ủy ban nhân dân cấp xã.
Tại một số địa phương, việc kiểm tra hoàn công của cơ quan chức năng được thực hiện trên cơ sở đề nghị của chủ đầu tư (báo hoàn công). Khi này, công trình có thể chỉ mới xây dựng xong phần thô hoặc đã hoàn thiện, chấm dứt mọi hoạt động liên quan đến xây dựng công trình. Với trường hợp kiểm tra hoàn công tại thời điểm công trình đã dừng mọi hoạt động xây dựng, việc phát hiện và xử lý xây dựng sai phép hoàn toàn không khó.

### Trách nhiệm các bên
Theo nguyên tắc chung thì chủ đầu tư, đơn vị tư vấn thiết kế và nhà thầu xây dựng phải chịu trách nhiệm về chất lượng công trình. Cơ quan nhà nước chỉ yêu cầu chủ nhà xuất trình lý lịch căn nhà (trong đó có biên bản hoàn công) khi có sự cố công trình xảy ra. Biên bản hoàn công có giá trị pháp lý là biên bản có đủ xác nhận của chủ đầu tư (ký tên), tư vấn thiết kế, nhà thầu xây dựng (đóng dấu, ký tên) hoặc tư vấn giám sát (nếu có).
Trường hợp công trình có thay đổi so với giấy phép, ngoài bản vẽ đã lập trước đó, chủ đầu tư phải liên hệ đơn vị tư vấn thiết kế có chức năng lập lại bản vẽ thực tế, gồm các thành phần mặt bằng, mặt cắt công trình thể hiện tỉ lệ 1/100, có ghi chú rõ các phần xây dựng ngoài giấy phép.
Cơ quan chức năng cấp phép xây dựng chỉ quản lý chất lượng sau khi công trình hoàn thành, trách nhiệm về chất lượng công trình được chuyển giao cho chủ đầu tư và các đơn vị tham gia trong quá trình xây dựng công trình. Nhà nước chỉ đưa ra các tiêu chí như tầng cao, lộ giới, khoảng lùi, phòng cháy chữa cháy...
Đối với diện nhà ở riêng lẻ, theo quy định trong vòng 12 tháng sau khi xây dựng xong, chủ đầu tư phải lập thủ tục đăng ký quyền sở hữu công trình. trong thời gian kể từ khi hoàn công đến khi đăng ký quyền sở hữu, nếu công trình phát sinh hạng mục nào ngoài giấy phép, chủ đầu tư phải liên hệ vẽ lại bản vẽ theo đúng hiện trạng và phải chịu xử lý vi phạm hành chính trước khi được xem xét để chứng nhận quyền sở hữu.

## Hoàn công sai phép
Trường hợp hoàn công nhà xây sai giấy phép thì phạt tiền đối với chủ đầu tư tổ chức thi công xây dựng công trình sai nội dung giấy phép xây dựng do cơ quan Nhà nước có thẩm quyền cấp. Mức phạt tiền từ 1.000.000 đồng đến 2.000.000 đồng đối với xây dựng nhà ở riêng lẻ ở nông thôn và từ 5.000.000 đồng đến 10.000.000 đồng đối với trường hợp xây nhà ở riêng lẻ ở đô thị. Ngoài hình thức phạt tiền, chủ đầu tư còn bị buộc khắc phục hậu quả, cơ quan Nhà nước có thẩm quyền sẽ yêu cầu tự phá dỡ phần công trình xây dựng sai nội dung giấy phép xây dựng, nếu không tự phá dỡ thì bị cưỡng chế phá dỡ.
Hoàn công được coi là vi phạm một trong những nội dung trong giấy phép xây dựng, cụ thể:
- Thay đổi vị trí xây dựng công trình
- Sai cốt nền xây dựng công trình
- Vi phạm chỉ giới đường đỏ, chỉ giới xây dựng

Trên đây mới là khái niệm về hoàn công công trình xây dựng, còn nhiều dạng hoàn công khác nữa như, hoàn công chế tạo máy, kết cấu kim loại, hoàn công (hồ sơ) xuất xưởng như bê tông đúc sẵn, hoàn công mạch điện....